# 泰特斯维尔 (佛罗里达州)
泰特斯维尔（英語：Titusville）是美国佛罗里达州布拉瓦县的一个城市，位于印第安河畔。面积44平方公里，人口约5万。泰特斯维尔为布拉瓦县的行政中心。泰特斯维尔附近有肯尼迪航天中心。

## 历史
泰特斯威尔市始建于1867年，建制于1963年6月3日。

## 经济
泰特斯维尔的电子、汽车、航天业比较发达。

## 友好城市
- 岳阳市，中国